# Eubaphe antithesis
Eubaphe antithesis är en fjärilsart som beskrevs av Dyar 1914. Eubaphe antithesis ingår i släktet Eubaphe och familjen mätare. Inga underarter finns listade i Catalogue of Life.